# حميد غل
حميد غُل، ولد في 20 نوفمبر من عام 1936 وتوفي في 5 أغسطس من عام 2015، جنرال في الجيش الباكستاني ومحلل متخصص بشؤون الدفاع. اشتهر غُل لعمله مديرًا عامًا لوكالة الاستخبارات الداخلية، وكالة الاستخبارات الباكستانية الأولى، بين عامي 1987 و 1989. خلال فترة توليه منصبه، لعب غُل دورًا فعالًا بالتعاون مع وكالة الاستخبارات المركزية الأمريكية في توجيه دعم المخابرات الباكستانية لمجموعات المقاومة الأفغانية ضد القوات السوفييتية خلال الحرب السوفييتية - الأفغانية.
إضافة إلى ذلك، يُحسب لغُل توسيع الدعم السري للجماعات القومية الكشميرية ضد الهند المجاورة في منطقة كشمير المتنازع عليها منذ عام 1989، وذلك لحرف الانتباه عن تداعيات الحرب السوفييتية. اشتُهر غُل بكونه «عراب» السياسات الجيوستراتيجية الباكستانية. بسبب دوره ضد الهند، اعتبره المدير السابق لجناح البحث والتحليل الهندي أ. س. دولت أكثر قادة الاستخبارات الباكستانية شهرة بالنسبة للهند. بعد تصاعد حدة الأعمال القتالية في الشطر الهندي من كشمير وتمرد طالبان في أفغانستان، اتهمته كل من الولايات المتحدة والهند بصلته بالجماعات الإرهابية الإسلامية، لا سيما تنظيم القاعدة وجماعة لشكر طيبة.
عام 1988، لعب غُل دورًا في تأسيس تحالف سياسي محافظ شُكّل لمعارضة حزب الشعب الباكستاني بزعامة بينازير بوتو، وقد سمي الاتحاد الإسلامي الجمهوري.
توفي غُل في 15 أغسطس 2015 بعد إصابته بنزيف في الدماغ.

## النشأة
ولد غُل في 20 نوفمبر من العام 1936 لمحمد خان في إقليم البنجاب الباكستاني وحصل على تعليمه المبكر من مدرسة في قريته. تسجّل لفترة قصيرة في الجامعة الحكومية بلاهور، قبل أن يُقبل في أكاديمية باكستان العسكرية كاكول.

## مسيرته العسكرية
انضم حميد غُل للجيش الباكستاني في أكتوبر من العام 1956، وكان قائد سَريّة خلال حرب العام 1965 مع الهند. التحق بكلية القيادة والأركان كويتا في 1968-1969. خلال الفترة الممتدة من العام 1972 حتى 1976، عمل غُل مباشرة تحت قيادة الجنرال محمد ضياء الحق قائدًا لكتيبة، ثم عقيدًا في الأركان عندما كان الجنرال ضياء الحق قائد الفرقة الأولى المدرعة. وهكذا توطدت علاقة غُل بالجنرال ضياء الحق من خلال الخدمة تحت قيادته عندما كان كلاهما ضابطًا في الفوج المدرع. رقّي غُل لرتبة عميد عام 1978 وترقى بثبات ليصبح مدير الأحكام العرفية في باهاوالبور ثم قائد الفرقة المدرعة الأولى عام 1982، وكانت تعييناته تتم بتمنٍّ من ضياء الحق نفسه.
أُرسل غُل بعدها إلى مقرّ القيادة العامة مديرًا عامًا للمخابرات العسكرية تحت قيادة الجنرال محمد ضياء الحق الذي رشحه بعد ذلك ليكون قائد المخابرات الباكستانية خلفًا للواء أختار عبد الرحمن في مارس من العام 1987. استبدلته في وقت لاحق بينظير بوتو في مايو من العام 1989، ونقل ليصبح قائد الفيلق الثاني في ملتان. عندما كان يشغل هذا المنصب، أجرى غُل مناورات «ضرب مؤمن» العسكرية في نوفمبر وديسمبر من العام 1989، وهو أكبر استعراض قوة للقوات المسلحة الباكستانية منذ الحرب الهندية الباكستانية عام 1971.
بعد تولي الجنرال آصف قيادة الجيش الباكستاني في أغسطس 1991، قام بنقل غُل للصناعات الثقيلة، وهو عمل مهين مقارنةً بمكانة غُل الذي رفض تولي المهمة فتقاعد من الجيش.

## مدير عام وكالة الاستخبارات الباكستانية (1987-1989)

### الحرب الأفغانية - السوفييتية
خلال توليه منصب قيادة المخابرات الباكستانية في خضم الحرب السوفييتية - الأفغانية، قيل إن غُل خطط ونفذ عملية تستهدف الاستيلاء على جلال آباد من الجيش الأفغاني المدعوم من الاتحاد السوفييتي في ربيع عام 1989. اعتُبر هذا التحول إلى الحرب التقليدية بمثابة خطأ من قبل البعض لأن المجاهدين لم يكن لديهم القدرة على الاستيلاء على مدينة كبرى، ولم تؤد المعركة إلى نتائج متوقعة. ومع ذلك، كان الجيش الباكستاني عازمًا على إقامة حكومة مدعومة من المقاومة في أفغانستان، على أن تكون جلال آباد عاصمتها المؤقتة، وعبد الرسول سياف رئيس وزرائها، وجلب الدين حكمتيار وزيرًا للخارجية.
على عكس التوقعات الباكستانية، أثبتت هذه المعركة أن الجيش الأفغاني يمكنه القتال دون دعم السوفييت، ما زاد ثقة مؤيدي الحكومة، بينما تراجعت معنويات المجاهدين المشاركين بالهجوم، وأبرم العديد من قادة حكمتيار وسيف المحليين هدنة مع الحكومة. على حد تعبير العميد محمد يوسف، وهو ضابط في المخابرات الباكستانية: «لم يُشفَ الجهاد (أي خطط حكمتيار لتولي منصب رئيس الوزراء) من هزيمة جلال آباد». نتيجة لهذا الفشل، أقالت رئيسة الوزراء الباكستاني بينظير بوتو حميد غُل وعينت مكانه شمس الرحمن كلو الذي اتبع سياسة تقليدية لدعم المتمردين الذين يقاتلون في أفغانستان.

### السياسات المحلية
خلال فترة توليه قيادة الاستخبارات الباكستانية في عام 1988، جمع الجنرال غُل بنجاح السياسيين المحافظين وساعدهم على إنشاء الاتحاد الإسلامي الجمهوري، وهو تحالف محافظ من يمين الوسط ضد حزب الشعب الباكستاني ذي الميول اليسارية. اعترف غُل في وقت لاحق بدوره في تشكيل الاتحاد فتعرّض للانتقادات اللاذعة بوسائل الإعلام التي طالبته بالاعتذار أولًا لحزب الشعب الباكستاني، وثانيًا بسبب افتقار خطته للذكاء، لأن الاتحاد فشل ولم يتمكن من الحفاظ على أغلبية الثلثين في البرلمان لفترة طويلة.

### كشمير والهند
بحسب اتهامات المعلق الهندي ب رامان، فقد دعم غول المقاتلين الخاليستانيين. ويضيف رامان: «عندما أصبحت بوتو رئيسة للوزراء عام 1988، برر غول دعم هؤلاء المتمردين باعتباره السبيل الوحيد لاستباق أي تهديد هندي محتمل لسلامة الأراضي الباكستانية، وعندما طلبت منه التوقف عن لعب هذه الورقة، أبلغها قائلًا: سيدتي، إن زعزعة استقرار إقليم البنجاب يعادل إنشاء فرقة جديدة للجيش الباكستاني دون أي تكلفة إضافية من أموال دافعي الضرائب». ويضيف رامان: «كان غُل يؤيد بقوة دعم الجماعات الكشميرية الأصلية، لكنه كان يعارض تسلل المرتزقة الباكستانيين والأفغان إلى جامو وكشمير، وكان يعتقد أن باكستان إن سمحت بذلك، ستقع تحت رحمة الهند».

## تداعيات ما بعد الحرب السوفييتية
عمل الجنرال غُل عن كثب مع وكالة الاستخبارات المركزية الأمريكية أثناء الاحتلال السوفييتي لأفغانستان، عندما كان رئيس المخابرات الباكستانية، لكن تعاطفه مع الولايات المتحدة انتهى لأنها أدارت ظهرها لأفغانستان بعد الانسحاب السوفييتي عام 1989 وأخلت بوعدها بالمساعدة في بناء أفغانستان مزدهرة. كان غُل قلقًا عندما بدأت الولايات المتحدة بمعاقبة باكستان اقتصاديًا وعسكريًا بسبب برنامجها النووي السري، حتى أنه ذهب بعيدًا ليعلن أن «العالم الإسلامي يجب أن يقف متحدًا لمواجهة الولايات المتحدة في ما يسمى الحرب على الإرهاب، التي هي في الواقع حرب ضد المسلمين. دعونا ندمر أمريكا بأي مكان يمكننا محاصرة قواتها فيه».
التقى الجنرال غُل شخصيًا بأسامة بن لادن عام 1993 ورفض وصفه بالإرهابي إلا إذا قُدّمت أدلة دامغة تربطه بأعمال إرهابية مزعومة. بعد أيام فقط من هجمات 11 سبتمبر، صرح غُل باعتقاده أن الهجمات «كانت بوضوح عملًا داخليًا».

## وفاته
أصيب حميد غُل بسكتة دماغية في موري. وفقًا للتقارير، كان يعاني من ارتفاع ضغط الدم والصداع لبعض الوقت. نعاه كل من رئيس الوزراء نواز شريف ورئيس أركان الجيش رحيل شريف وغيرهم من كبار المسؤولين. دفن غُل في مقبرة الجيش في ويستريدج، روالبندي.
من بين ممتلكاته كانت قطعة من جدار برلين أهداه إياها الألمان «لتوجيهه الضربة الأولى» إلى الاتحاد السوفييتي.